# 谷口守
谷口守（たにぐち まもる、1961年 - ）は、日本の工学者。筑波大学大学院システム情報系社会工学域教授。近未来計画学研究室。
専門は、都市計画学、交通計画学、環境計画学。国土交通省都市局, 社会資本整備審議会都市計画・歴史的風土分科会分科会長、都市計画部会都市計画基本問題小委員会委員長などを務める。文部科学大臣賞、都市計画学会石川賞などを受賞。
著書に、「入門都市計画」、「世界のコンパクトシティ」ほか。

## 経歴
兵庫県神戸市生まれ。京都大学大学院工学研究科博士後期課程単位取得退学。工学博士。カリフォルニア大学バークレイ校客員研究員、ノルウェー王立都市地域研究所文部省在外研究員、岡山大学環境理工学部教授などを経て、2009 年より筑波大学システム情報系社会工学域教授。日本交通計画協会代表理事、日本交通政策研究会理事などを務める。

## 主な受賞
- 2022年　日本都市計画学会石川賞[5]
- 2021年　文部科学大臣賞[6]
- 2019年　都市住宅学会著作賞[7]
- 2019年　日本不動産学会学会賞・著作賞[8]
- 2019年　日本都市計画学会論文賞[9]
- 2016年　日本不動産学会論文賞[10]
- 2016年　米谷・佐佐木賞[11]
- 2015年　日本地域学会著作賞[12]
- 2012年　日本不動産学会論文賞[13]

## 主な研究テーマ
都市計画学、交通計画学等。「まちのかたちをつくる」、「環境を解く」、「くらしを変えていく」、「地域で交わる」を主要テーマに掲げている。
- コンパクトシティ
- 都市の撤退と成長戦略、都市計画の変遷
- 小さな拠点、広域マネジメント、ガイドライン
- 環境バランスの実現(エコロジカル・フットプリント、ミチゲーション)
- 低炭素化、スマートコミュニティ
- 生物多様性、環境正義
- サイバースペース・マネジメント、空間認識
- 行動変容(MM)、健康まちづくり
- モビリティイノベーション(自動運転、MaaS)
- ソーシャル・キャピタル(社会の仕組み・合意形成)
- 地域での取り組みから考える(活性化、安全安心)
- 交通まちづくり、交通行動分析